# Franz Tost
Franz Tost (* 20. Jänner 1956 in Trins, Tirol/Österreich) ist ein österreichischer Sportfunktionär und ehemaliger Rennfahrer. Von 2006 bis 2023 war er Teamchef der Scuderia Alpha Tauri in der Formel 1.

## Karriere
Franz Tost war Rennfahrer in der Formel Ford und der Formel 3. 1983 gewann er die österreichische Formel-Ford-Meisterschaft.
Nach seinem Abschluss des Sportmanagement-Studiums arbeitete er an der Walter-Lechner-Rennschule. Später arbeitete er als Teammanager bei EUFRA Racing, Team Vienna, Team Principal und dem Formel-3-Team WTS. Von 2000 bis 2005 war er Track Operations Manager bei BMW Motorsport. 2006 wurde er Teamchef beim Formel-1-Team Scuderia Alpha Tauri (ehemals Scuderia Toro Rosso). Das beste Saisonergebnis unter seiner Leitung erreichte das Team mit den Siegen von Sebastian Vettel beim Großen Preis von Italien 2008 und Pierre Gasly beim Großen Preis von Italien 2020.
Am 26. April 2023 gab AlphaTauri bekannt, dass Tost sich mit Ende der Saison von seinem Posten zurückziehen wird.